# I Might Be Wrong: Live Recordings
| 총 점수                           | 총 점수 |
| 출처                              | 점수    |
| --------------------------------- | ------- |
| 메타크리틱                        | 76/100  |
| 평가 점수                         |         |
| 출처                              | 점수    |
| AllMusic                          | [ 2 ]   |
| The Encyclopedia of Popular Music | [ 3 ]   |
| Entertainment.ie                  | [ 4 ]   |
| Entertainment Weekly              | B+      |
| Mojo                              | [ 6 ]   |
| NME                               | [ 7 ]   |
| Pitchfork                         | 8.0/10  |
| Q                                 | [ 9 ]   |
| Rolling Stone                     | [ 10 ]  |
| Stylus                            | A−      |

《I Might Be Wrong: Live Recordings》는 영국의 록 밴드 라디오헤드의 라이브 음반으로, 2001년 11월 12일, 영국에서 팔로폰에 의해 발매되었고, 하루 뒤 캐피틀 레코드에 의해 미국에서 발매되었다.
《I Might Be Wrong》은 2001년 투어 동안 녹음된 라디오헤드의 음반 《Kid A》 (2000년)와 《Amnesiac》 (2001년)의 곡들로 구성되어 있다. 또한 라디오헤드가 2016년 음반 《A Moon Shaped Pool》까지 발매하지 않은 〈True Love Waits〉의 어쿠스틱 공연도 포함되어 있다. 이 곡들은 스튜디오 실험을 통해 개발되었기 때문에, 라디오헤드는 라이브 공연을 위해 편곡했다.
《I Might Be Wrong》은 주로 긍정적인 평가를 받았다. 비평가들은 이 공연과 편곡을 칭찬했지만, 간결함과 초기 라디오헤드 곡의 부족함에 대해서는 비판했다.

## 배경
《I Might Be Wrong》은 2001년 투어 동안 녹음된 라디오헤드의 음반 《Kid A》 (2000년)와 《Amnesiac》 (2001년)의 곡들로 구성되어 있다.  또한 어쿠스틱 기타로 가수 톰 요크의 〈True Love Waits〉 공연도 포함되어 있다. 라디오헤드는 2016년 음반 《A Moon Shaped Pool》이 나올 때까지 〈True Love Waits〉를 발매하지 않았다.
라디오헤드는 스튜디오 실험을 통해 《Kid A》와 《Amnesiac》을 개발했기 때문에 라이브로 연주할 수 있도록 곡을 재배열했다. 예를 들어, 일렉트로닉 트랙 〈Like Spinning Plates〉는 피아노 발라드로 편곡되었다. 기타리스트 에드 오브라이언은 "《Kid A》 라이브를 하고 음반에 충실할 수는 없습니다. 예술 작품처럼 해야 할 것입니다... 라이브로 연주할 때는 인간적인 요소를 다시 넣었습니다." 드러머 필 셀웨이는 라디오헤드가 이 곡들을 연주하러 왔을 때 "새로운 생명을 찾았다"고 말했다. 요크는 "전자제품에서도 전자제품을 사용할 때 자발적인 성능 요소가 있습니다... 인간과 기계에서 나오는 것 사이의 긴장감이었습니다. 《Kid A》와 《Amnesiac》의 노래를 라이브로 연주하는 방법을 배우면서 우리는 그런 것들에 빠져들었습니다."라고 말했다.

## 재발행
라디오헤드는 2003년에 계약이 종료된 후 EMI를 떠났다. 2007년에 EMI는 라디오헤드가 EMI와 계약하는 동안 녹음된 음반들을 모은 《Radiohead Box Set》를 발매했다. 여기에는 《I Might Be Wrong》이 포함된다. 라디오헤드는 재발매에 대한 의견이 없었고 음악도 리마스터되지 않았다.
2013년 2월, 팔로폰은 워너 뮤직 그룹(WMG)에 인수되었다. 2016년 4월, 무역 그룹 임팔라와의 계약에 따라 WMG는 라디오헤드의 백 카탈로그를 XL 레코딩스로 이관했다. 라디오헤드의 동의 없이 발매된 EMI 재발매는 스트리밍 서비스에서 제외되었다. 2016년 5월, XL은 라디오헤드의 백 카탈로그를 바이닐로 재발매했으며, 여기에는 《I Might Be Wrong》이 포함된다.

## 곡 목록
모든 곡들은 특별한 언급이 없는 한 라디오헤드에 의해 작사/작곡하였다.
| #  | 제목                              | 작사·작곡                            | 재생 시간 |
| -- | --------------------------------- | ------------------------------------ | --------- |
| 1. | 〈The National Anthem〉           |                                      | 4:57      |
| 2. | 〈I Might Be Wrong〉              |                                      | 4:52      |
| 3. | 〈Morning Bell〉                  |                                      | 4:14      |
| 4. | 〈Like Spinning Plates〉          |                                      | 3:47      |
| 5. | 〈Idioteque〉                     | 아서 크라이거, 폴 랜스키, 라디오헤드 | 4:24      |
| 6. | 〈Everything in Its Right Place〉 |                                      | 7:42      |
| 7. | 〈Dollars and Cents〉             |                                      | 5:13      |
| 8. | 〈True Love Waits〉               |                                      | 5:02      |